# Guillaume Tell
Guilherme Tell (Francês: Guillaume Tell; Alemão: Wilhelm Tell; Inglês: William Tell; Italiano: Guglielmo Tell) é uma ópera em quatro actos do compositor italiano Gioachino Rossini, com um libreto em francês de Etienne de Jouy e Hippolyte Bis feito a partir da peça Wilhelm Tell, do dramaturgo alemão Friedrich Schiller. Baseada na lenda de Guilherme Tell, esta ópera foi a última do compositor, embora ele tenha vivido quase mais quarenta anos depois de sua apresentação. A Abertura de Guilherme Tell, com seu célebre finale, é uma obra importante no repertório de concertos e gravações operísticas.
Embora tenha sido encenada pela primeira vez pela Opéra de Paris, na Salle Le Peletier, em 3 de agosto de 1829, a duração da obra, cerca de quatro horas de música, bem como suas exigências impostas ao elenco, como o registro alto exigido para o tenor, contribuíram para a dificuldade de produzi-la. Costuma sofrer grandes cortes quando é encenada, e suas apresentações já foram feitas tanto em francês quanto ao italiano.

## Histórico de apresentações
Na Itália foi muito visada pelos censores, por glorifica uma figura revolucionária que combate as autoridades, e o número de suas apresentações no país era limitado. O Teatro San Carlo produziu a ópera em 1833, porém não a encenou novamente por cerca de 50 anos. A primeira produção de Veneza, no Teatro La Fenice, só ocorreu em 1856. Por outro lado, em Viena, apesar dos problemas de censura existentes, a Ópera da Corte de Viena a encenou 422 vezes entre os anos de 1830 e 1907 Com o nome de Hofer, ou o Tell do Tyrol, a ópera foi encenada pela primeira vez em Londres em 1 de maio de 1830. Em Nova York sua primeira apresentação foi realizada em 19 de setembro de 1831.

## Overture
Atualmente a ópera é lembrada por sua overture. Seu final enérgico foi muito reproduzido no rádio e televisão.
- Prelude - uma passagem devagar, começando com uma passagem de cinco violoncelos.
- Tempestade - uma seção dinâmica tocada por toda a orquestra.
- Ranz des Vaches - protagonizada pelo Corne Inglês e pela Flauta Transversal.
- Final - passagem ultradinâmica, lembra um marcha de cavalos, feitas por trompas e trompetes e tocada por toda a orquestra.

## Personagens
| Intérpretes     | Voz           | Estréia, 3 de agosto, 1829 (Maestro: François Antoine Habeneck) |
| --------------- | ------------- | --------------------------------------------------------------- |
| Guillaume Tell  | barítono      | Henri-Bernard Dabadie                                           |
| Hedwige         | mezzo-soprano | Mlle Mori                                                       |
| Jemmy           | soprano       | Louise-Zulme Dabadie                                            |
| Mathilde        | soprano       | Laure Cinti-Damoreau                                            |
| Arnold Melcthal | tenor         | Adolphe Nourrit                                                 |
| Melcthal        | bass          | Bonel                                                           |
| Gesler          | bass          | Alexandre Prévost                                               |
| Walter Furst    | bass          | Nicolas Levasseur                                               |
| Ruodi           | tenor         | Alexis Dupont                                                   |
| Leuthold        | bass          | Ferdinand Prévôt                                                |
| Rodolphe        | tenor         | Jean-Étienne Massol                                             |
| A hunter        | barítono      | Beltrame Pouilley                                               |

## Sinopse
Local: Suíça
Período: Século XIV

### Ato I
É o dia do Festival Shepherd, em Maio, perto do Lago Lucerne. Pela tradição, os casais vão na celebração. Arnold se excluiu deste privilégio, pois está dividido entre o amor ao seu país e seu amor por Mathilde. Trombetas interrompem o festival, o Governador Austríaco Gesler chega a cidade. Um dos soldados de Gesler atenta contra a filha de Leuthold e Leuthold o mata para defendê-la. Ele deseja escapar, e o lago é a única rota. William Tell oferece assistencia. Leuthold tenta escapar com a ajuda de Tell, mas foi pego e tornou-se prisioneiro.

### Ato II
Arnold e Mathilde se encontram no lago. Tell e Walter chegam e informam que Gesler ordenou a execução de Melchtal. Arnold quer vingança. Arnold, Tell e Walter fazem um juramento de livrar a Suíça. 

### Ato III
É o dia do centésimo aniversário da realeza na Suíça. Tem comemorações. Tell chega com seu filho Jemmy. Gesler reconheceu Tell como o homem que salvou Leuthold e quer que ele seja punido. Ele ordena que Tell acerte uma maça na cabeça de Jemmy. Tell acerta a maça com sucesso e diz para Gesler que ele falhou. Gesler ordena que Tell seja preso.

### Ato IV
Um rebelde chega e a batalha começa. Tell mata Gesler com uma facada no peito. Mathilde e Arnold acabam a ópera com seu amor.

### Árias Notáveis
- "Asile héréditaire" (Arnold)
- "Sois immobile" (Tell)
- "Sombre forêt" (Mathilde)